# Papercut
"Papercut" är en singel av nu metal-bandet Linkin Park. Singeln är deras tredje och är det första spåret på deras debutalbum Hybrid Theory som släpptes år 2000. Papercut släpptes utanför USA, men dock aldrig officiellt i USA.

## Bakgrund
"Papercut" är en låt om en individ som alltid ser efter sig själv och lider av paranoia.
Chester Bennington har sagt att "Papercut" är hans favoritlåt från Hybrid Theory. På live-spelningar ändras meningen "something in here's not right today" till "something inside's not right today". Chester brukar även skrika delar av den första versen under live-spelningar.
På Linkin Parks remix-album Reanimation, finns det en remix på denna låt med namnet "Ppr:Kut", vilket gjordes om av Cheapshot. Delar av låten användes i singeln "Sold My Soul to Yo Mama", som finns med på bandets fjärde fan club CD. EP:en Collision Course har en mix av denna låt och Jay-Zs låt "Big Pimpin'".

## Musikvideo
Musikvideon regisserades av Nathan Cox och visar när bandet sitter i ett hus som verkar vara hemsökt. De spelar låten i ett rum som har svag belysning. Under låtens gång så händer det flera onaturliga saker i rummet. I vissa delar av videon verkar det som om Mike inte är synkroniserad med låten och vid ett tillfälle rör sig inte hans mun över huvud taget. I videon är det bara en bandmedlem (trumslagaren Rob Bourdon) som märker de onaturliga händelserna som pågår i rummet. Låttexten är utspridda över väggarna i de mörka rummen. Specialeffekterna och scenografin gör så publiken får känslan av en viss paranoia och irritation, som är de känslorna som låten handlar om.
Även om det inte finns några akustiska instrument i låten, så spelar gitarristen Brad Delson på en akustisk gitarr i videon och Dave Farrell spelar på en akustiskt bas (det är dock möjligt att instrumenten var en blandning av elektriska och akustiska instrument). Även om det hörs trummor i låten, så spelar inte Rob Bourdon trummor över huvud taget i videon.
Musikvideon regisserades av Nathan "Karma" Cox och Linkin Parks turntablist Joseph Hahn (som även regisserade "Pts.Of.Athrty" och "In the End") Videon släpptes inte i USA.